# معمر ووگدالیچ
معمر ووگدالیچ (انگلیسی: Muamer Vugdalić؛ زادهٔ ۲۵ اوت ۱۹۷۷) یک بازیکن فوتبال بازنشسته اهل اسلوونی است.
از باشگاه‌هایی که در آن بازی کرده‌است می‌توان به شاختار دونتسک، ماریبورو ژلیزنیچار سازایوو اشاره کرد.
وی همچنین در تیم ملی فوتبال اسلوونی بازی کرده‌است، و عضو این تیم در جام جهانی فوتبال ۲۰۰۲ بوده‌است.